# リバーポートパーク美濃加茂
リバーポートパーク美濃加茂（リバーポートパークみのかも）とは、岐阜県美濃加茂市にある都市公園。
リバーポートパーク美濃加茂は愛称であり、正式名称は中之島公園である。

## 概要
- 木曽川沿いに位置する都市公園である。
- 「美濃加茂市かわまちづくり基本計画」に基づき、中之島公園を賑わいのある河畔空間として創出するため、指定管理者制度と都市公園の設置管理許可を取り入れた管理運営方法によってリニューアルしたものである。リニューアルで自然環境体験学習館などの有料施設が設置された。また、隣接する森、キャンプエリアも一体化した運用がされている。
- 指定管理者制度を導入しており、中之島公園利活用共同体が管理運営する[3]。
- イベントやセミナー、自然・環境体験学習などにも利用される。
- 2018年に、公園及び建築でグッドデザイン賞を受賞している[4]。

## 主な施設
- 自然環境体験学習館（ビジターハウス） - 木造2階建。延床面積736.66 m2[1]。
  - 大ホール
  - 小ホール
  - 管理事務所
  - 情報コーナー・休憩スペース
  - 喫茶スペース - ピザ専門店の「CAFE&PIZZA DELTA」がある。
- 多目的倉庫
- シャワールーム
- 大型テント - 鉄骨造、広さ279.50 m2[1]。
- バーベキュー広場 - 広さ3,200 m2[1]。バーベキューの店舗「RIVER PORT BBQ」がある。
- 芝生広場 - 広さ3,200 m2[1]。

## 利用案内
- 開園時間：9：00 - 17：00[5]
- 休園日：火曜日（その日が祝日の場合その翌日）、年末年始（12月29日 - 1月3日）[5]

## アクセス

### 公共交通機関
- あい愛バス3公園連絡線「リバーポートパーク美濃加茂」バス停下車、徒歩すぐ。

### 自動車
- 東海環状自動車道美濃加茂ICより車で約10分。